# Euphorbia asthenacantha
Euphorbia asthenacantha ist eine Pflanzenart aus der Gattung Wolfsmilch (Euphorbia) in der Familie der Wolfsmilchgewächse (Euphorbiaceae).

## Beschreibung
Die sukkulente Euphorbia asthenacantha bildet wenig verzweigte Sträucher mit kurzen Rhizomen aus. Die bis 15 Zentimeter langen Triebe besitzen vier gerade Kanten und werden etwa 6 Millimeter dick. Sie sind graugrün gefärbt und mit wenigen Flecken bedeckt. Die sehr schmalen Dornschildchen werden bis 11 Millimeter lang und berühren sich beinahe. Es werden sehr kleine, bis 2 Millimeter lange Dornen und noch kleinere Nebenblattdornen ausgebildet.
Die einfachen und einzelnen Cymen stehen an einem bis 5 Millimeter langen Stiel. Die schmal trichterförmigen Cyathien erreichen 3,75 Millimeter im Durchmesser und die abgerundeten Nektardrüsen stehen einzeln und sind gelb gefärbt. Der Griffel und die Staubblätter ragen 6 Millimeter aus der Blüte heraus. Die stumpf gelappte Frucht ist nahezu sitzend und wird etwa 3 Millimeter breit und 4 Millimeter lang. Der kugelförmige Samen wird etwa 2 Millimeter groß und ist mit sehr kleinen Warzen besetzt.

## Verbreitung und Systematik
Euphorbia asthenacantha ist in Tansania im Kigoma Distrikt auf Felsen in Höhenlagen von 1500 Meter verbreitet.
Die Erstbeschreibung der Art erfolgte 1982 durch Susan Carter Holmes.